# Huis Savoye

Het huis Savoye (Italiaans: Casa Savoia) is een adellijke dynastie die oorspronkelijk over Savoye regeerde. De stamvader van het huis is Humbert Withand (1003-1048), de eerste graaf van Savoye.
Tijdens de Spaanse Successieoorlog in het begin van de 18e eeuw koos Victor Amadeus de kant van de Habsburgers en via het Verdrag van Utrecht beloonden zij hem met grote gebieden in het noorden van Italië en een koningskroon in Sicilië. De heerschappij van het huis Savoye over Sicilië duurde slechts zeven jaren (1713–1720). Het prestige van deze koningstitel en de rijkdom van Palermo versterkte de positie van de dynastie. In 1720 werd, in het kader van de Spaanse Successieoorlog, Sicilië geruild voor Sardinië. Voortaan noemden ze zich koningen van Sardinië. 
In 1861, toen Italië verenigd werd, werden zij koningen van Italië. De samenwerking van koning Victor Emanuel III met de dictator Benito Mussolini van 1922 tot 1943 werd de dynastie fataal. De heerschappij van de Savoyes eindigde in 1946 na 999 jaar met een referendum waarin het Italiaanse volk de republiek als staatsvorm koos. Tot 2002 was het de mannelijke leden van het huis Savoye bij grondwet verboden Italië te betreden.

## Heersers uit het huis Savoye

### Als koningen van Italië
- zie artikel lijst van koningen van Italië.

### In andere landen
- Amadeus I, koning van Spanje (zoon van Victor Emanuel II): 1871-1873
- Tomislav II, koning van Kroatië (kleinzoon van Amadeus): 1941-1943

### Familiehoofden na 1946
- Umberto II van Italië: 1946-1983
- Victor Emanuel, prins van Napels: 1983-2024
- Emanuel Filibert van Savoye: 2024–